# Юнкера
Юнкера (ісп. Yunquera) — муніципалітет в Іспанії, у складі автономної спільноти Андалусія, у провінції Малага. Населення — 3205 осіб (2010).
Муніципалітет розташований на відстані близько 420 км на південь від Мадрида, 44 км на захід від Малаги.

## Демографія
Динаміка населення (INE ):

## Галерея зображень

Розташування муніципалітету у провінції Малага
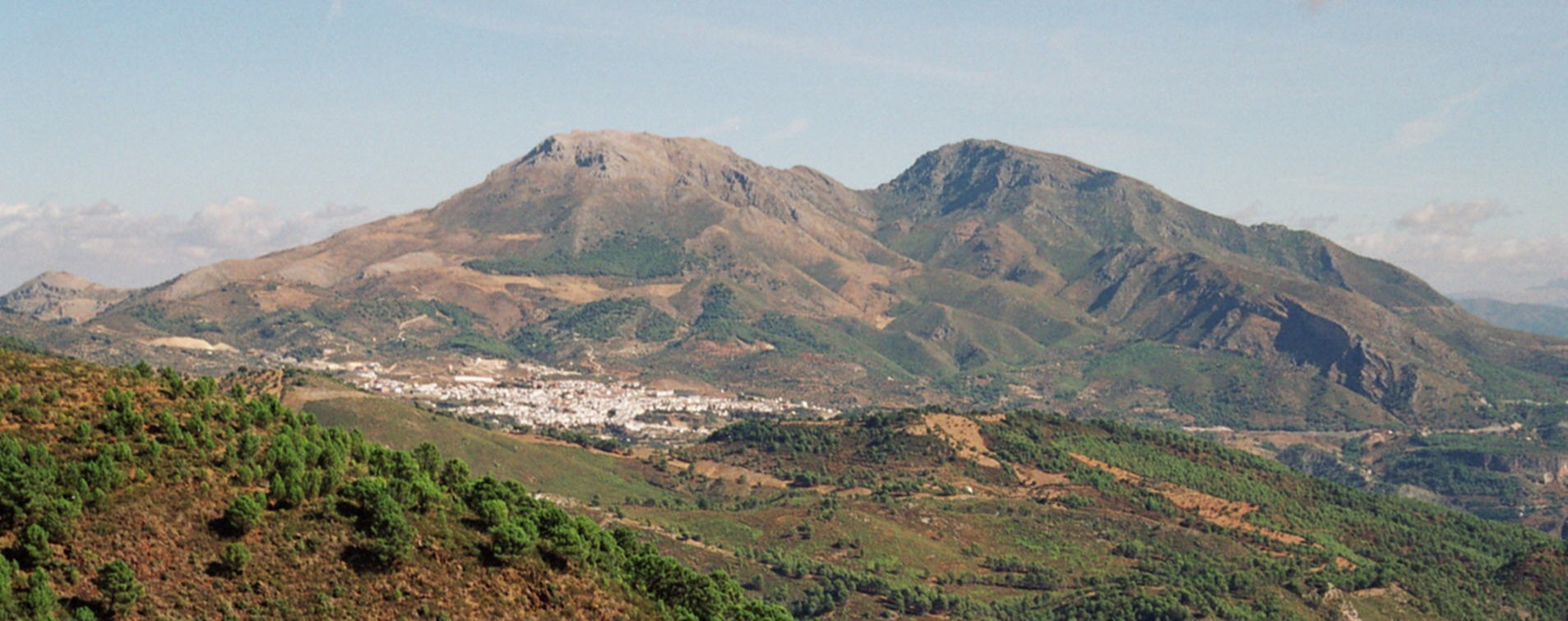
Юнкера
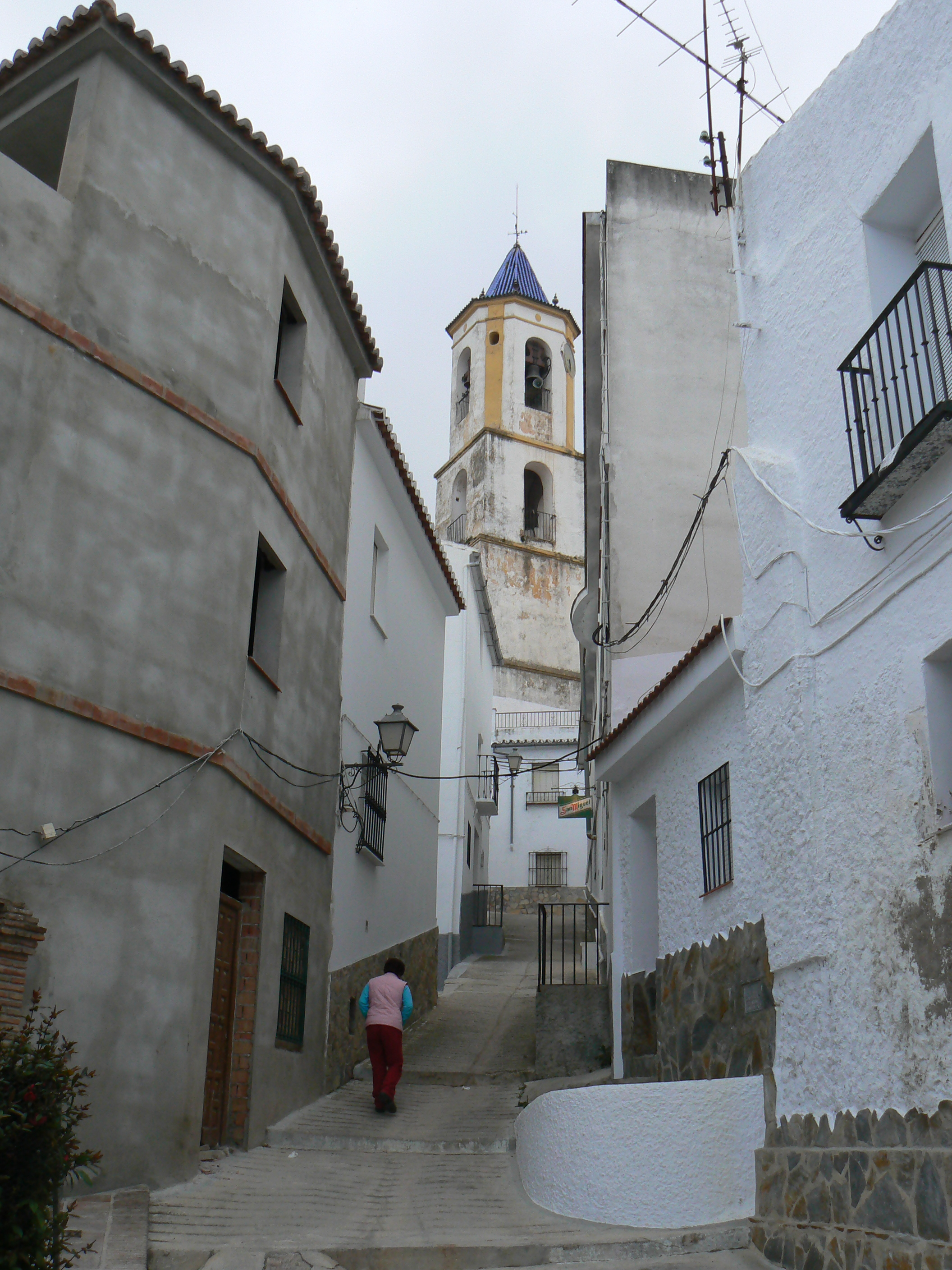
Юнкера
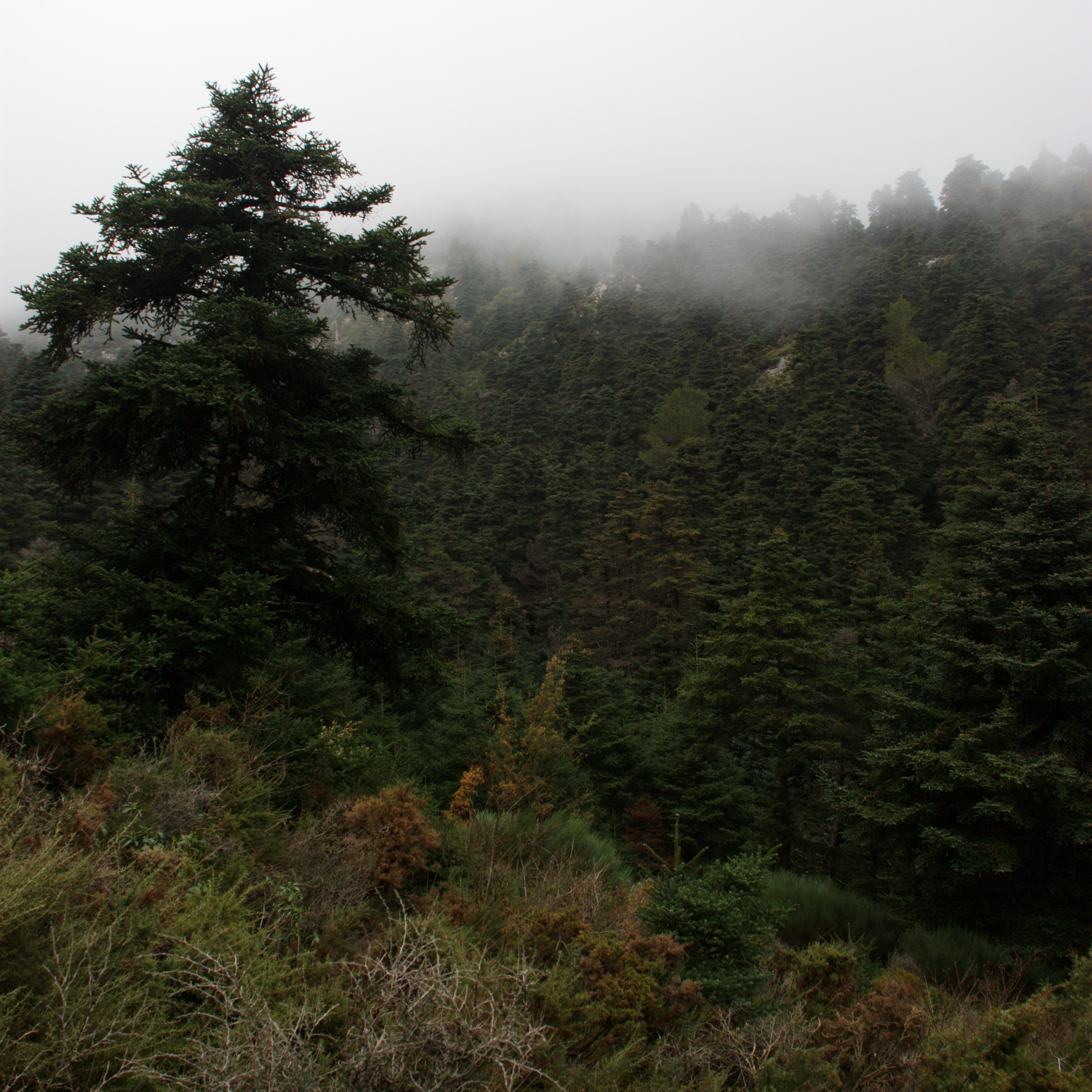
Ялиновий ліс, Юнкера